# Escudo de armas del rey de España
El escudo de armas del rey de España es de uso personal del monarca español. La versión actualmente vigente fue adoptada el 19 de junio de 2014, día de la proclamación de Felipe VI como rey de España, y aprobada por el «Real Decreto 527/2014, de 20 de junio, por el que se crea el Guion y el Estandarte de Su Majestad el Rey Felipe VI y se modifica el Reglamento de Banderas y Estandartes, Guiones, Insignias y Distintivos, establecido por Real Decreto 1511/1977, de 21 de enero».
Las armas del rey de España están formadas por un escudo cuartelado:

- 1.º de gules, con un castillo de oro, almenado de tres almenas y donjonado de tres torres, cada una con tres almenas de lo mismo mazonado de sable y aclarado de azur, que es de Castilla;
- 2.º de plata con un león rampante de púrpura coronado de oro, lampasado y armado de gules, que es de León;
- 3.º de oro, con cuatro palos de gules, que es de Aragón;
- 4.º de gules, con una cadena de oro puesta en orla, en cruz y en aspa, con un punto de sinople en abismo, que es de Navarra;
- entado en punta, de plata, con una granada al natural rajada de gules, sostenida, tallada y hojada de dos hojas de sinople, que es de Granada.
- En escusón de azur y fileteado de gules, tres flores de lis de oro, que es de Borbón-Anjou.
- El todo rodeado del collar de la Orden del Toisón de Oro y rematado de corona del mismo metal y pedrería, con ocho florones, visibles cinco, y ocho perlas intercaladas, cerradas con ocho diademas guarnecidas también de perlas y rematadas con una cruz sobre un globo, que es la Real de España.

Las armas del rey de España están basadas en las que Felipe VI había utilizado como príncipe de Asturias, Gerona y Viana y que sólo se diferenciaron en que disponían de una corona de príncipe, cerrada por cuatro diademas (vistas tres), que fue sustituida por la real y la presencia de un lambel de azur (color azul) de tres pies, la brisura que utilizan como diferencia los herederos de la Corona Española.
En el nuevo escudo tampoco figuran la Cruz de Borgoña y el el yugo y el haz de flechas de los Reyes Católicos que se introdujeron en el escudo de su padre y antecesor, el rey Juan Carlos I, para simbolizar el Movimiento Nacional.Además el esmalte (color) del león ha pasado a ser de gules (rojo) al púrpura y la granada de sinople (verde) se representa ahora con su color natural.

Armas Reales Grandes de España desde Carlos III a Alfonso XIII (1761-1868 y 1875-1931).

Escudo del Monarca, reforma de Elías Tormo.

La versión del escudo de armas utilizada por el rey Juan Carlos I, supuso la desaparición de los cuarteles ajenos a España que correspondían con los títulos históricos de la Corona y otros territorios que había dominado en el pasado (los ducados de Parma y de Toscana). Los monarcas españoles los mantuvieron hasta 1931 como símbolo de sus vínculos dinásticos y no como señal de reclamaciones territoriales. 
Desde el año 1761, en los periodos en que reinaron los monarcas de la Casa de Borbón fueron los siguientes:
- En el segundo cuartel, Dos Sicilias partido y flanqueado, jefe y puntas de oro y cuatro palos de gules, flancos de plata y un águila de sable, coronada de oro, picada y membrada de gules.
- En el tercer cuartel, Austria de gules y una faja de plata.
- En el cuarto cuartel, Ducado de Toscana-Médicis de oro y cinco roeles de gules distribuidos en el campo de arriba abajo, dos, dos y uno, un tortillo de azur en jefe cargado de tres flores de lis de oro.
- En el quinto cuartel, Borgoña moderno de azur, sembrado de flores de lis de oro y bordura camponada, cantonada de plata y gules.
- En el sexto cuartel, Ducado de Parma-Farnesio de oro y seis flores de lis de azur distribuidas de arriba abajo, una, dos, dos y una.
- En el séptimo cuartel, Borgoña antiguo bandado de oro y de azur con bordura de gules.
- En el octavo cuartel, Brabante de sable y un león de oro, coronado de lo mismo, lenguado y armado de gules.

Entado en punta y partido: 
- Tirol (partido de plata y un águila de gules, coronada, picada y membrada de oro, cargado el pecho de un creciente trebolado de lo mismo).
- Flandes (de oro y un león de sable, lenguado y armado de gules);

Estos blasones estuvieron unidos a las armas del Reino de Aragón (que estuvieron colocadas en el primer cuartel) y a los escudos de los Reinos de Castilla, de León, Granada (entado en la punta) y el escusón de la Casa Reinante, que ocuparon todos ellos la posición central en el escudo.
En 1924, el catedrático Elías Tormo propuso sustituir en las armas reales el blasón del Reino de Aragón por el escudo del Reino de Jerusalén, uno de los títulos históricos del monarca español. Este cambio permitió colocar las armas de Aragón en el tercer cuartel de la parte central del escudo, también se introdujeron las armas del Reino de Navarra en el cuarto para hacer coincidir el escudo pequeño de Alfonso XIII con las armas nacionales. Aunque no llegaron a ser promulgadas oficialmente fueron utilizadas en algunos documentos pero Alfonso XIII comenzó a utilizarlas con más frecuencia en su exilio y las mantuvo su hijo y sucesor, el infante Juan de Borbón, conde de Barcelona.

## Galería

Escudo de los Reyes Católicos (1475-1492)
Escudo de los Reyes Católicos (1492-1506)
Escudo de Juana I (1504-1516)
Escudo de Felipe I (Rey de Castilla con Juana) (1504-1506)
Escudo abreviado de Juana I y su hijo Carlos I como reyes de España.
Escudo del rey Carlos I de España, V como emperador del Sacro Imperio (1519-1556)
1556-1580, 1668-1700
1580-1668
1700-1761
1761-1868, 1875-1931
Escudo de José Bonaparte (1808-1813)
Escudo de Amadeo I (1870-1873)
1924-1931
Escudo de Juan Carlos I (1975-2014) Como emblema personal: 2014-Presente[nota 2]
Escudo de Felipe VI (2014-Presente)